# Jules Desmedt
Jules Marie Joseph Desmedt (Alveringem, 22 april 1832 - Brussel, 28 december 1893) was een Belgisch volksvertegenwoordiger.

## Levensloop
Desmedt was een zoon van Louis Desmedt en Marie Deschodt. Hij trouwde met Marie de Borman.
Na studies aan de Katholieke Universiteit Leuven, was hij actief in Veurne. In 1857 werd hij verkozen tot volksvertegenwoordiger voor het arrondissement Veurne. Hij trad op als onafhankelijk kandidaat, maar zijn sympathie voor de katholieke partij was duidelijk. Hij vervulde dit mandaat tot in 1868. In 1863 won hij nog van de liberale tegenkandidaat, zijn eigen broer Gustave, maar in 1868 werd hij verslagen door de liberale kandidaat Edouard Bieswael.
De familie Desmedt was een aanzienlijke grootgrondbezitter, met haar voornaamste centrum in Alveringem. De vader, Louis Desmedt (1796-1864), was vanaf 1848 provincieraadslid. Hij behield dit mandaat tot aan zijn dood, nu eens gesteund door de katholieke partij, dan weer door de liberale partij. De scherper wordende tegenstellingen maakten echter dat iemand die niet duidelijk zijn kant koos, het moeilijker kreeg. 
De ene zoon van Louis, Gustave Desmedt (1833-1876), had het begrepen en stelde zich duidelijk als liberaal op. Hij werd als provincieraadslid verkozen in 1864. De strijd kreeg akelige kanten, toen hij in 1870, in volle verkiezingsstrijd, werd opgepakt op beschuldiging van seksuele aanrandingen. Hij werd volledig vrijgesproken, maar zijn reputatie was naar de vaantjes en hij werd niet meer herkozen. Hij ging sterven in Brussel.
Ook Jules kon niet meer op gezag bogen in het Veurnse en vertrok eveneens naar Brussel. Bijna twintig jaar later, in juni 1884, werd hij opnieuw als onafhankelijke volksvertegenwoordiger verkozen, ditmaal in het arrondissement Brussel.